# Trichiusa postica
Trichiusa postica är en skalbaggsart som beskrevs av Thomas Casey 1906. Trichiusa postica ingår i släktet Trichiusa och familjen kortvingar. Inga underarter finns listade i Catalogue of Life.